# Escoles públiques (Sant Pol de Mar)
Les Escoles públiques és una escola pública de Sant Pol de Mar (Maresme). L'edifici és una obra modernista inclosa a l'Inventari del Patrimoni Arquitectònic de Catalunya.

## Edifici

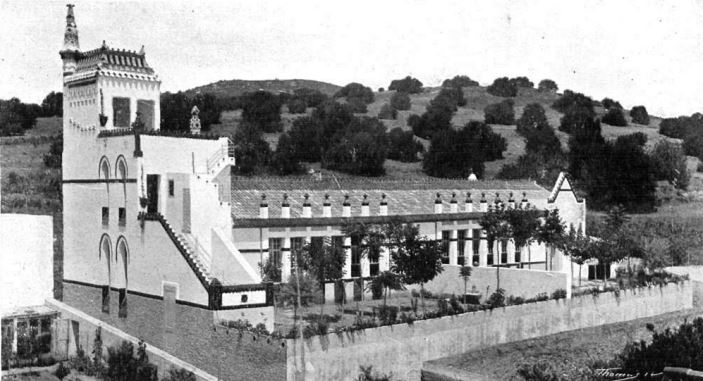
Any 1910

Edifici gran de planta irregular. Té un cos longitudinal i a la cantonada sobresurt un pis acabat amb una teulada de rajoles vidriades i una torratxa amb coberta cònica.
Tot el conjunt està ple de detalls d'estil modernista, com les ceràmiques que la decoren, les teules vidriades de les teulades, etc.